# Ovulo (botanica)
Nelle piante il termine ovulo indica il macrosporangio, cioè lo sporangio della linea femminile, che origina e contiene le cellule riproduttive femminili.

Rappresentazione diagrammatica dell'ovulo di Gimnosperme e Angiosperme

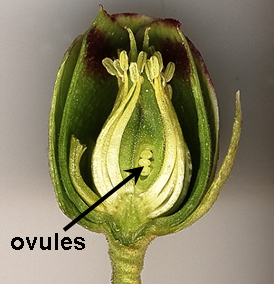
Ovuli all'interno di un ovario di Helleborus foetidus

Nelle gimnosperme (piante a seme che non sviluppano fiori o frutti) l'ovulo è costituito dal tegumento, dal macrosporangio e dal tessuto che unisce questo allo sporofito materno.

Nelle angiosperme (piante a seme che sviluppano fiori e frutti) l'ovulo ed i semi vengono racchiusi in una foglia modificata denominata carpello (con funzione di protezione e per impedire l'autoimpollinazione).
L'ovulo è rivestito da uno o due involucri, detti tegumenti, formati di uno o più strati di cellule; si distingue un tegumento esterno o primina e un tegumento interno o secondina. Nella porzione apicale dell'ovulo i tegumenti creano un canale, detto micropilo, attraverso il quale si inserisce il tubo pollinico. L'ovulo è collegato alla placenta all'interno dell'ovario mediante il funicolo. Il funicolo termina alla base dell'ovulo in una regione detta calaza ove si arrestano le ultime terminazioni del fascio vascolare. La parte interna dell'ovulo, da cui prende origine il sacco embrionale, viene definita nocella o nucella. All'interno della nocella, che è diploide (2n), una sola cellula (cellula madre della macrospora) subisce meiosi, originando quattro spore aploidi, di cui in genere tre degenerano e una soltanto resta vitale. Questa macrospora germina all'interno dell'ovulo dando origine ad un gametofito femminile (definito anche sacco embrionale) che si sviluppa interamente entro la parete della stessa macrospora chiusa nel macrosporangio.
A seconda delle rispettive posizioni della nocella (1), della calaza (2) e del funicolo (3) si distinguono tre tipi di ovulo: ortotropo, anatropo e campilotropo. 

Ovulo ortotropo
Ovulo anatropo
Ovulo campilotropo